# Hylesiopsis festiva
Hylesiopsis festiva är en fjärilsart som beskrevs av Eugène Louis Bouvier 1929. Hylesiopsis festiva ingår i släktet Hylesiopsis och familjen påfågelsspinnare. Inga underarter finns listade i Catalogue of Life.